# Antonio Lotti
Antonio Lotti (5. ledna 1667, Benátky – 5. ledna 1740, Benátky) byl italský barokní hudební skladatel.

## Život
Antonio Lotti se narodil v Benátkách, i když jeho otec Matteo byl v té době kapelníkem u hannoverského dvora. Hudební studia započal Lotti u Lodovica Fugy a Giovanniho Legrenzi, kteří byli v té době hudebníky v hlavním benátském chrámu, bazilice sv. Marka. Lotti svou hudební kariéru také v tomto chrámu započal. Nejprve působil jako zpěvák-altista (1689), později jako druhý varhaník (od 31. května 1692). Prvním varhaníkem se stal 17. srpna 1704, kdy nahradil Giacoma Spadu a 2. dubna 1736 se stal hlavním dirigentem chrámu (maestro cappella). Toto významné postavení, jenž kdysi zastával slavný Claudio Monteverdi si podržel až do své smrti. Kromě toho vyučoval na konzervatoři pro sirotky Ospedale degli Incurabili, pro niž rovněž komponoval. Oženil se s tehdy slavnou sopranistkou nazývanou Santa Scarabelli Stella. Datum sňatku není známo.
V roce 1716 napsal pro vídeňský dvůr operu Costantino. O rok později, roku 1717 opustil na čas Benátky a odcestoval na pozvání saského kurfiřta Friedricha Augusta I. do Drážďan, kde byla s úspěchem uváděna celá řada jeho oper. Do Benátek se vrátil o dva roky později. V roce 1736 vážně onemocněl, zemřel však až v roce 1740. Je pohřben v Benátkách v kostele sv. Geminiana
Lotti byl skladatel širokého záběru. Komponoval mše, kantáty, madrigaly, opery a velké množství instrumentální hudby. Jeho chorály jsou komponovány často a cappella. Jeho dílo tvoří přechod mezi pozdním barokem a rodícím se klasicismem. Dílo Antonia Lottiho ovlivnilo i takové skladatele jako Johann Sebastian Bach, Georg Friedrich Händel či čeští skladatelé Jan Dismas Zelenka a Jan Michael Angstenberger. Ti všichni vlastnili opis Lottiho mše Missa Sapientiae.
Lotti byl rovněž pozoruhodný pedagog. Mezi jeho žáky vynikli zejména Domenico Alberti, Benedetto Marcello, Baldassare Galuppi, Giuseppe Saratelli a Jan Dismas Zelenka.

## Dílo

### Opery
- Il trionfo dell'innocenza (dramma pro musica, libreto Rinaldo Cialli, 1693, Benátky)
- Tirsi (dramma pastorale, libreto Apostolo Zeno, hudba ve spolupráci s Antoniem Caldarou a Attilio Ariostim, 1696, Benátky)
- Sidonio (dramma pro musica, libreto Pietro Pariati, 1706, Benátky)
- Achille placato (tragedia pro musica, libreto Urbano Rizzi, s intermezzem Le rovine Troja (Dragontata a Policrone), 1707, Benátky)
- Teuzzone (dramma pro musica, libreto Apostolo Zeno, s intermezzem Catulla a Lardone, 1708, Neapol)
- Il vincitor generoso (dramma pro musica, libreto Francesco Briani, 1709, Benátky)
- Ama più chi men si crede (dramma pastorale, libreto Francesco Silvani, 1709, Benátky)
- Il comando non inteso et ubbidito (dramma pro musica, libreto Francesco Silvani, 1710, Benátky)
- La ninfa Apollo (scherzo comico pastorale, libreto Francesco De Lemene, hudba ve spolupráci s Francesco Gasparini, 1710, Benátky)
- Isacio tiranno (dramma pro musica, libreto Francesco Briani, 1710, Benátky)
- Il tradimento traditor se stesso (dramma pro musica, libreto Francesco Silvani, 1711, Benátky)
- La forza del sangue (dramma pro musica, libreto Francesco Silvani, 1711, Benátky)
- L'infedeltà punita (dramma pro musica, libreto Francesco Silvani, hudba ve spolupráci s Carlo Francesco Pollarolou, 1712, Benátky)
- Porsenna (dramma pro musica, libreto Agostino Piovene, 1713, Benátky)
- Irene augusta (dramma pro musica, libreto Francesco Silvani, 1713, Benátky)
- Polidoro (tragedia pro musica, libreto Agostino Piovene, 1713, Benátky)
- Foca superbo (dramma pro musica, libreto Antonio Maria Lucchini, 1716, Benátky)
- Ciro in Babilonia (dramma pro musica, libreto Pietro Pariati, 1716, Reggio Emilia)
- Costantino (dramma pro musica, libreto Pietro Pariati a Apostolo Zeno, 1716, Vídeň)
- Alessandro Severo (dramma pro musica, libreto Apostolo Zeno, 1717, Benátky)
- Giove in Argo (melodramma pastorale, libreto Antonio Maria Lucchini, 1717, Drážďany)
- Ascanio ovvero Gli odi delusi dal sangue (dramma pro musica, libreto Antonio Maria Lucchini, 1718, Drážďany)
- Teofane (dramma pro musica, libreto Stefano Benedetto Pallavicino, 1719, Drážďany)
- Li quattro elementi (carosello teatrale, 1719, Drážďany)

### Kantáty
- A Clorinda, al suo bene pro soprán a basso continuo
- Adorato Filen prima che manchi pro soprán a basso continuo
- Alma te’l dissi pure pro soprán a basso continuo
- A l’ombra d’un alloro pro kontraalt a basso continuo
- Al piè d’un colle ameno pro soprán a basso continuo
- Amor perché l’istessa fiamma pro soprán a basso continuo
- Amor sa far le piaghe soavi pro soprán, smyčce a basso continuo
- Ascolta Filli pro soprán a basso continuo
- Aure care (I versione) pro soprán a basso continuo
- Aure care (II versione) pro kontraalt a basso continuo
- Bianca man, mano d’argento pro soprán a basso continuo
- Cara Lidia adorata pro soprán a basso continuo
- Cari numi pro soprán a basso continuo
- Cedea Febo all’occaso pro soprán a basso continuo
- Chari zephyri fontes pro soprán, 2 hoboje, smyčce a basso continuo
- Che v’ami il mio core pro soprán a basso continuo
- Chi ben ama ha sol piacere pro soprán, smyčce a basso continuo
- Clori, mi comandate pro soprán a basso continuo
- Clori, tu parti ed io lungi pro soprán a basso continuo
- Clori, tu parti ed io qui resto pro soprán a basso continuo
- Daliso io più non veggio pro soprán, kontraalt, smyčce a basso continuo
- Della mia bella Clori pro soprán a basso continuo
- Dove sei, dolce mia vita pro kontraalt, smyčce a basso continuo
- E pure un dolce dardo pro soprán a basso continuo
- E un martir che fa morir pro kontraalt, smyčce a basso continuo
- Favella al tuo core pro soprán, hoboj, smyčce a basso continuo
- Filli crudel, spietata Filli pro soprán a basso continuo
- Finché l’alba ruggiadosa pro kontraalt a basso continuo
- Fra queste vi sono qualche pro soprán, violino a basso continuo
- Fra questi alpestri pro soprán a basso continuo
- Gelsomin che superbetto pro soprán a basso continuo
- Già che dovrai penar pro soprán, smyčce a basso continuo
- Già giubilo pro kontraalt a basso continuo
- Ha colei dal cielo il viso pro kontraalt, smyčce a basso continuo
- Idrena idolo mio pro kontraalt a basso continuo
- I cocenti sospiri pro soprán a basso continuo
- Il mio cor non ha riposo pro soprán a basso continuo
- Il tributo degli dei pro 4 hlasy a smyčce (1736)
- In alta rocca pro soprán a basso continuo
- Io piango al tuo partir pro soprán a basso continuo
- Io sospiro se vi miro pro soprán a basso continuo
- Lagrime sventurate che pe’ i fonti pro soprán a basso continuo
- Lasciatemi piangere che versare pro soprán a basso continuo
- La speranza è come stella pro soprán a basso continuo
- Le stelle fortunate pro soprán, bas, smyčce a basso continuo
- Lidia, amor che si pasce pro soprán a basso continuo
- Lidia, t’amai nol niego pro soprán a basso continuo
- Lilla, del tuo bel foco pro kontraalt a basso continuo
- Lusinghiera bellezza in dolce pena pro soprán a basso continuo
- Ma confuse a vergognose pro soprán, smyčce a basso continuo
- Meco vieni a sorgerai pro kontraalt, smyčce a basso continuo
- Mi dispiace in amor pro soprán, housle a basso continuo
- Mi forza morir Fillide pro soprán a basso continuo
- Mirai, a fu lo sguardo pro kontraalt a basso continuo
- Mira sul verde pro soprán a basso continuo
- Occhi veri pupilli pro soprán a basso continuo
- Oh pastorello gentile a bello pro soprán a basso continuo
- Partirò ma tutti aurete pro kontraalt, smyčce a basso continuo
- Pastori, se vedete all’or ch’il sole pro soprán a basso continuo
- Per far fede à chi non crede pro soprán, housle a basso continuo
- Per mirar chi è la mia luce pro soprán, smyčce a basso continuo
- Per rendersi gradito (I versione) pro soprán a basso continuo
- Per rendersi gradito (II versione) pro kontraalt a basso continuo
- Piange il fiore, piange il prato pro soprán, housle a basso continuo
- Qual’arde la Fenice pro soprán a basso continuo
- Quanto pro te soffersi pro soprán a basso continuo
- Quanto siete fortunate pro soprán a basso continuo
- Quest’alma non disprezza pro soprán, smyčce a basso continuo

### Oratoria
- La Giuditta (1701)
- Gioas re Giuda (libreto Zaccaria Valaresso, ~1701, Benátky)
- San Rinaldo (1702, Benátky)
- Il voto crudelo (libretto Pietro Pariati, 1712, Vídeň)
- Triumphus fidei (1712, Benátky)
- L'umiltà coronata in Esther (libretto Pietro Pariati, ~1714, Vídeň)
- Il ritorno Tobia (libretto G. Melani, 1723, Benátky)

### Hudba instrumentální
- Concerto in re maggiore pro hoboj d'amore a smyčce
- 6 symfonií
- 2 kvarteta pro 2 hoboje a 2 fagoty
- Trio in do maggiore pro hoboj d'amore, flétnu a basso continuo
- Trio pro flétnu, violu da gamba a clavicembalo
- Trio pro 2 hoboje, fagot a kontrabas
- 6 sonát pro housle a basso continuo
- La ragazza mal custodita (komický balet s klavírem)